# Schloss Weyer (Sankt Veit an der Glan)

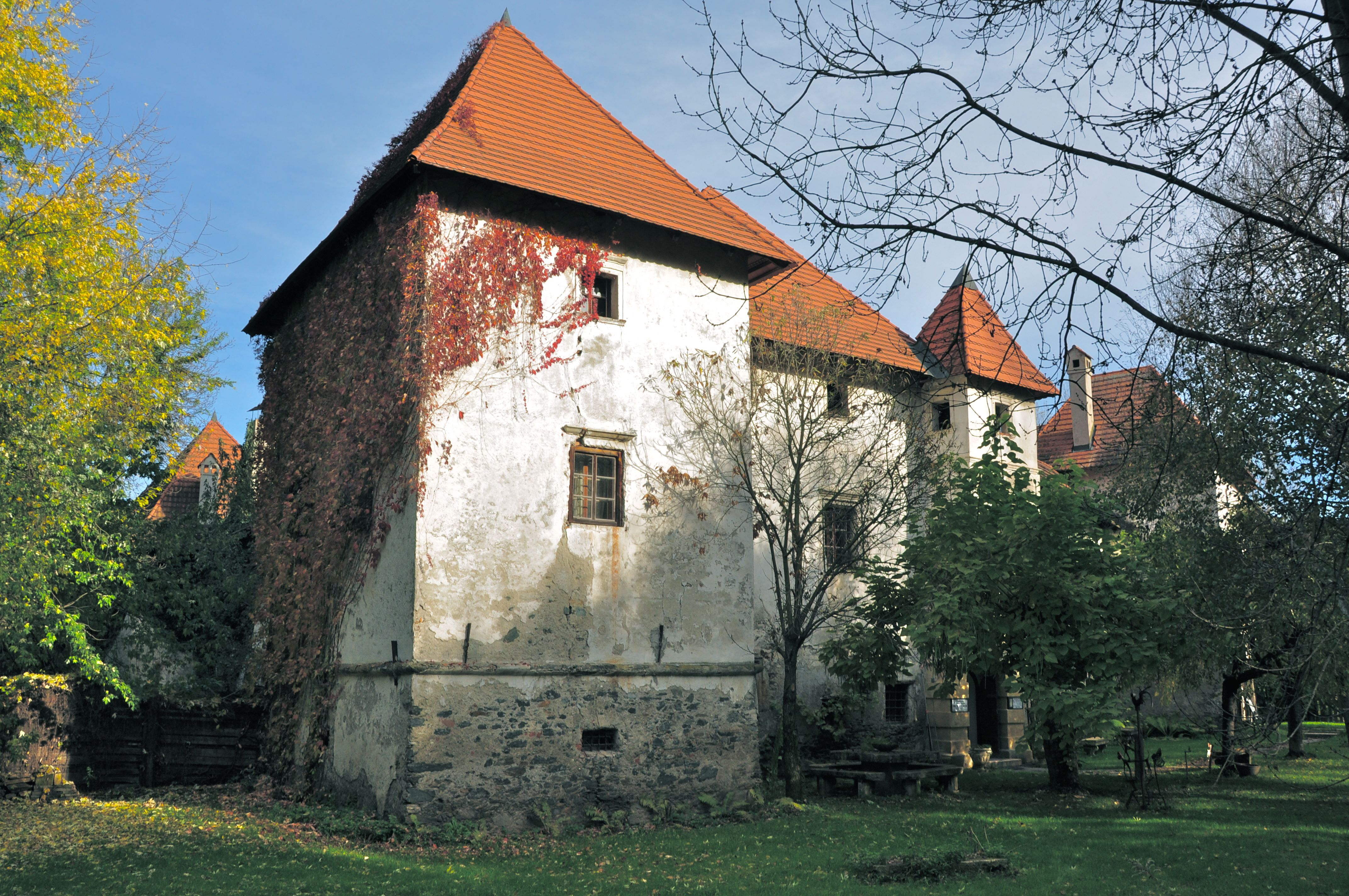
Schloss Weyer

Schloss Weyer (auch: Wayer) ist ein Ende des 16. Jahrhunderts errichtetes ehemaliges Wasserschloss nordöstlich der Kernstadt von Sankt Veit an der Glan in Kärnten.

## Geschichte

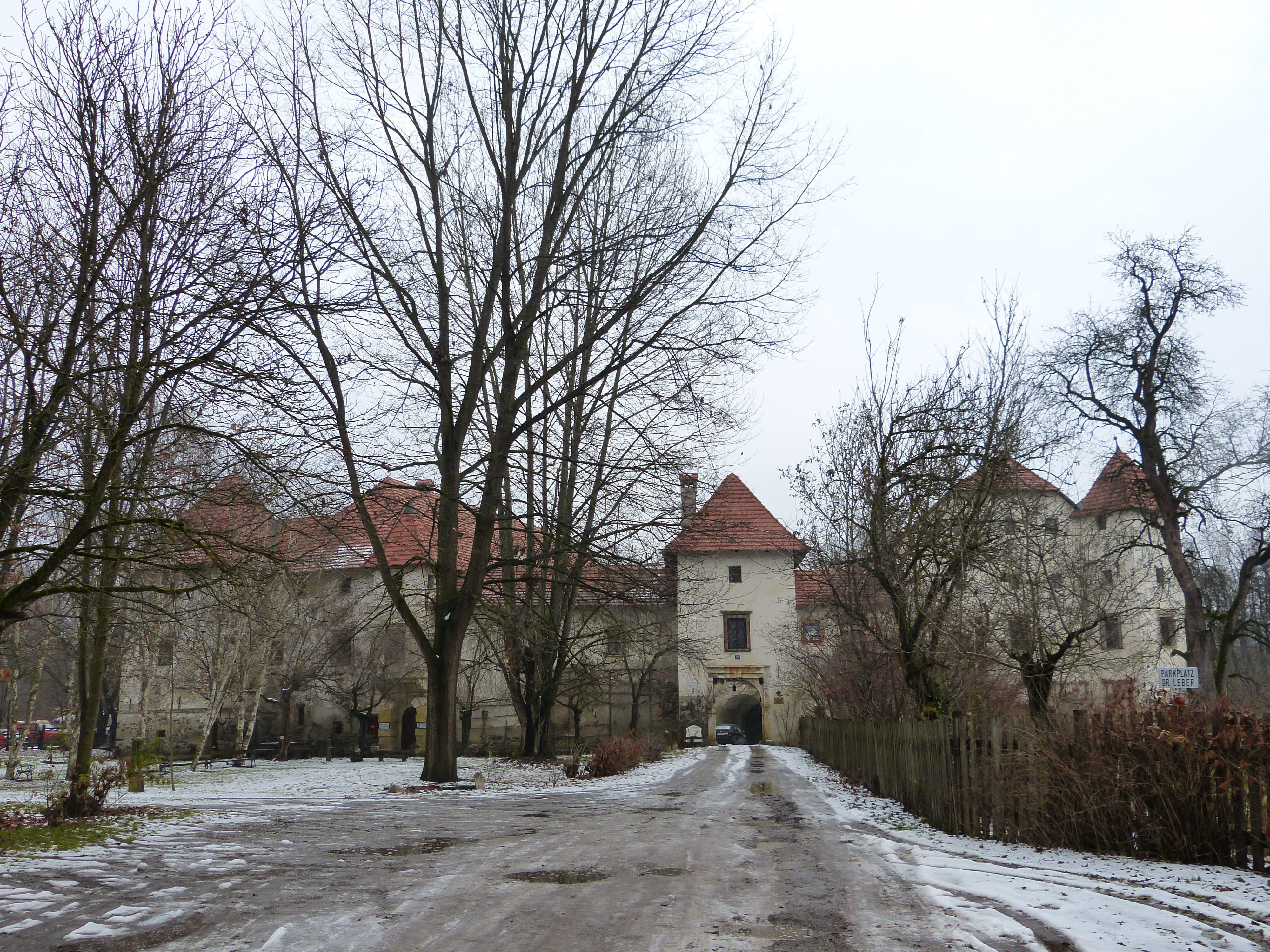
Westseite des Schlosses: links der ältere, spätgotische Nordteil; rechts der in der Renaissance erbaute Südteil

Für das Jahr 1399 ist an der Stelle des Schlosses ein Gutshof nachweisbar, der später in den Besitz der Schenke von Osterwitz geriet. Nach deren Aussterben 1478 übernahmen Sankt Veiter Bürger das Anwesen, so war 1532 ein Hans Gottschacher „am Weyer“ sesshaft. Um 1550 übernahm die Familie Rülko das Gut, ein aus Sachsen eingewandertes Geschlecht. 1585 kam Weyer an Anna von Liechtenstein, einer geborenen von Khüburg und Ehefrau des Kärntner Erblandmarschalls Konrad von Liechtenstein. Sie ließ den Ansitz durch den aus Murau stammenden Baumeister Christoph Steiner bis 1590 grundlegend umbauen und erweitern. 1601 erwarb der St. Veiter Bürger Hans Ladroner das Anwesen, das er seit 1596 gepachtet hatte. Dessen Witwe wurde 1629 als Lutheranerin ausgewiesen und Weyer wurde dem Bischof von Gurk übereignet. Der verkaufte es allerdings schon bald wieder. Bis 1783 gehörte der Besitz dem Stift St. Georgen am Längsee. 1778 erfolgte ein Ausbau, auf den eine entsprechende Jahreszahl im zweiten Stockwerk des Südtraktes hinweist. Nach der Profanierung des Klosters war Schloss Weyer wieder im Besitz verschiedener St. Veiter Familien. 1788 erwarb es der Gewerke Thaddäus Max Egger. Von 1891 an bewohnte der spätere Kärntner Landeshauptmann Arthur Lemisch das Schloss.
Im 20. Jahrhundert wurde das Äußere des Schlosses während einer langjährigen landwirtschaftlichen Nutzung lange Zeit vernachlässigt. Seit den 1990er Jahren wird das denkmalgeschützte Gebäude als Tierklinik genutzt.

## Baubeschreibung

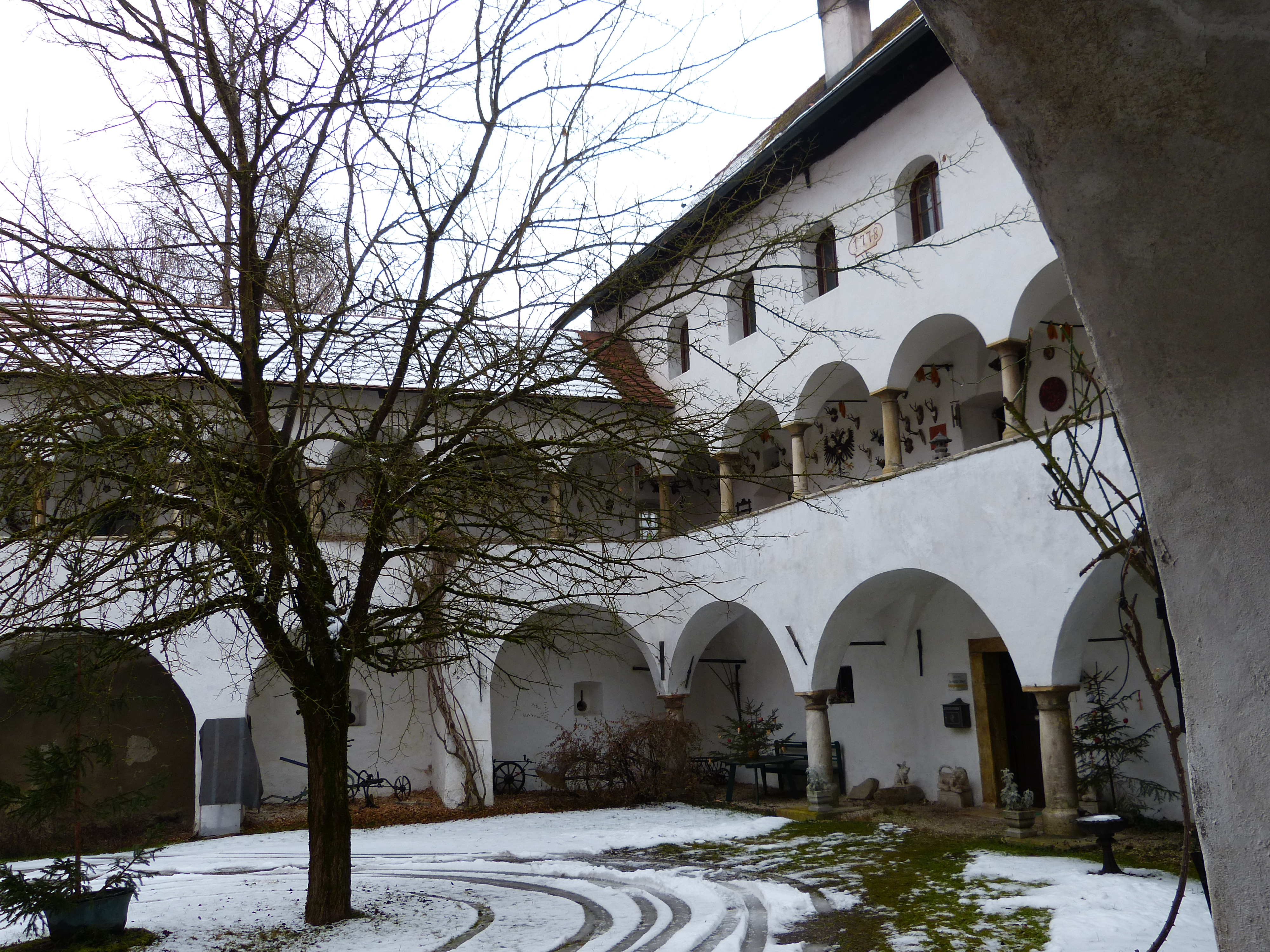
Arkadenhof

Das spätmittelalterliche Schloss Weyer liegt nordöstlich der Kernstadt hinter dem Friedhof auf freiem Feld unweit der Wimitz. Der um die Mitte des 16. Jahrhunderts errichtete, mehrgliedrige Bau ist in seiner Anlage einerseits burgartig-wehrhaft, andererseits schlossartig-repräsentativ. Von dem früheren Wassergraben ist nichts mehr zu sehen, lediglich die eisernen Kettenrollen der Zugbrücke am südseitigen Tor erinnern noch an seine frühere Erscheinungsform als Wasserschloss.
Die zwei- und dreigeschoßigen Gebäudetrakte umschließen einen längsseitigen Hof mit unregelmäßigem trapezförmigem Grundriss und zweigeschoßigen Säulenarkaden. Während die zweigeschoßigen Nord-, West- und Osttrakte mit burgartigen Fronten (Schießscharten und kleine Fenster) nahezu schmucklos sind und nur an den Gebäudeecken vorspringende Türme mit Pyramidendächern besitzen, ist die dreigeschoßige Südseite reich gegliedert. In der Mitte der Westseite tritt aus dem zweigeschoßigen Trakt ein dreigeschoßiger Torturm mit Renaissance-Portal und vergitterten Fenstern hervor. Über der Toreinfahrt befindet sich eine mit der Jahreszahl 1585 bezeichnete Bauinschrift mit dem Wappen des Konrad von Liechtenstein-Murau.